# Gadel (Tandes)
Gadel is een bestuurslaag in het regentschap Soerabaja van de provincie Oost-Java, Indonesië. Gadel telt 7457 inwoners (volkstelling 2010).